# Black Gold: Best of Editors
Black Gold: Best of Editors è la seconda raccolta del gruppo musicale britannico Editors, pubblicata il 25 ottobre 2022 dalla PIAS Recordings. L'album contiene sedici tracce, composte da tre inediti e tredici singoli dei primi sei album in studio.

## Tracce
1. Frankenstein – 4:29
2. Papillon – 5:25
3. Munich – 3:49
4. Sugar – 4:18
5. Hallelujah (So Low) – 4:04
6. An End Has a Start – 3:44
7. Upside Down – 4:43
8. Bullets – 3:12
9. Ocean of Night – 5:07
10. No Harm – 5:11
11. Smokers Outside the Hospital Doors – 4:59
12. A Ton of Love – 3:57
13. Magazine – 3:55
14. The Racing Rats – 4:19
15. Black Gold – 5:06
16. No Sound but the Wind – 4:29

CD bonus nell'edizione deluxe
1. Violence (Distance: the Acoustic Recordings) – 4:29
2. Walk the Fleet Road (Distance: the Acoustic Recordings) – 4:29
3. Blood (Distance: the Acoustic Recordings) – 3:59
4. Let Your Good Heart Lead You Home (Distance: the Acoustic Recordings) – 3:30
5. Smokers Outside the Hospital Doors (Distance: the Acoustic Recordings) – 3:54
6. Fall (Distance: the Acoustic Recordings) – 3:57
7. Two Hearted Spider (Distance: the Acoustic Recordings) – 3:56
8. Distance (Distance: the Acoustic Recordings) – 3:48

## Classifiche

### Classifiche settimanali
| Classifica (2019) | Posizione massima |
| ----------------- | ----------------- |
| Austria           | 50                |
| Belgio (Fiandre)  | 2                 |
| Belgio (Vallonia) | 18                |
| Francia           | 115               |
| Germania          | 21                |
| Irlanda           | 72                |
| Italia            | 61                |
| Paesi Bassi       | 8                 |
| Portogallo        | 12                |
| Regno Unito       | 28                |
| Spagna            | 44                |
| Svizzera          | 94                |

### Classifiche di fine anno
| Classifica (2019) | Posizione |
| ----------------- | --------- |
| Belgio (Fiandre)  | 84        |